# Doutzen Kroes
Doutzen Kroes (udtales "Dow-tzen Kroos") (født d. 23. januar 1985 i Eastermar, Holland) er en hollandsk-frisiske supermodel.  Hun er også en af de bedst betalte modeller i hele verden.

## Tidligere liv
Kroes er født i den lille landsby Eastermar, provinsen Friesland i Holland. Efter hun har taget en eksamen på HAVO, har hun sendt nogle billeder ind til et modelbureau i Amsterdam. Herefter rejste hun til New York, hvor hun skrev en kontrakt med det kendte make-up-mærke L'Oréal Paris. 

## Modelkarriere
Efter hun har skrevet kontrakt med L'Oréal Paris, har hun været på forsider på adskillige dameblade, så som: Time, Vogue, Harper's basar, Seventeen, Elle, Marie Claire, glamour, W, Avantgarde, Dazed & Confused, Numéro og mange flere. Hun er også regelmæssigt med i Victoria's Secret katalog. Hun har også været med på catwalken til det helt store Victoria's Secret Fashion Show '05, '06, '08 & '09.
Hun har været model for Gucci, Tommy Hilfiger, Escada, Dolce & Gabbana, Valentino, Versace, Hugo Boss, Guerlain, Bottega Veneta, De Beers, Escada, GAP, Gianfranco Ferre, og Neiman Marcus. I 2005 har hun været model for en Calvin Klein parfume, Eternity, hvor hun har erstattet den amerikanske skuespillerinde, Scarlett Johansson.
I 2005 blev hun blev hun også kåret som "Model of The Year" for Vogue, stemt af læserne, hvor hun efterfølgende kom på forsiden for maj 2007.
I juli 2007 blev der anslået at hun har tjent $ 4,9 millioner dollars (ca. 25,9 millioner danske kroner) i de sidste 12 måneder. Forbes har sat hende nr. 14'ende bedst betalte supermodeller i verden.
I 2006 har Omrop Fryslân, lavet en dokumentarfilm om Kroes. Piter Claus følger Kroes under modeugen i Milano. Filmen har vundet en NL-Award for den bedste regionale dokumentarfilm.
Doutzen Kroes har modtaget en Lifetime Achievement Award, en del af den hollandske model Awards som hun har vundet i Amsterdam d. 12. maj 2009. Juryen roste hendes resultater for hendes alder.
Doutzen Kroes har været  en af Victoria's Secret Angels, men  blev i 2016 Hunkemöllers nye brandambassadør

## Eksterne kilder og henvisninger
1. ↑  Doutzen Kroes er Hunkemöllers nye brand ambassadør Arkiveret 10. juli 2019 hos  Wayback Machine hunkemoller.dk, hentet 5. september 2016

- Wikimedia Commons har flere filer relateret til Doutzen Kroes

 Der er for få eller ingen kildehenvisninger i denne artikel, hvilket er et problem. Du kan hjælpe ved at angive troværdige kilder til de påstande, som fremføres i artiklen.